# 乔奥·加西亚
乔奥·加西亚（João Garcia，1967年6月17日—），葡萄牙登山家，生于首都里斯本，15岁接触登山运动，1984年首次登山就登上了阿尔卑斯山最高峰勃朗峰。他是第一个登顶珠穆朗玛峰的葡萄牙人，也是第一个完成全部14座海拔8000米以上山峰的葡萄牙人。

## 登顶各座8000米级山峰时间表[1]
- 1993年 卓奥友峰
- 1994年 道拉吉里峰
- 1995年 珠穆朗玛峰(首位登顶此峰的葡萄牙人)
- 2001年 加舒尔布鲁木II峰
- 2004年 加舒尔布鲁木I峰
- 2005年 洛子峰（独自登顶）
- 2006年 干城章嘉峰
- 2006年 希夏邦马峰
- 2007年 乔戈里峰
- 2008年 马卡鲁峰
- 2008年 布洛阿特峰
- 2009年 马纳斯卢峰
- 2009年 南迦帕尔巴特峰
- 2010年 安纳布尔纳峰